# ザ・インタビュー
『ザ・インタビュー』は、2014年のアメリカ合衆国のコメディ映画。『ジ・インタビュー』と記載される場合もある。日本では劇場未公開、DVDやブルーレイの発売予定なし、配信の予定も2021年時点ではない。
共同監督のエヴァン・ゴールドバーグ、セス・ローゲン、出演のジェームズ・フランコは、前年の作品『ディス・イズ・ジ・エンド 俺たちハリウッドスターの最凶最期の日』から続く組み合わせになる。

## ストーリー
トーク番組の司会者デイブとアーロンは、朝鮮労働党第一書記・金正恩へのインタビューを許されたことから、中央情報局（CIA）のエージェント2人がデイブとアーロンのもとへ訪れ、そのエージェントの片方が"Take Him Out（彼「金正恩」をどかして）"と隠語を使うが、デイブとアーロンは暗殺依頼であると悟り、彼の暗殺を試みる。二人は金の怒りを買い、金は怒りに任せ、大陸間弾道ミサイルの発射を命じる。だが命令が発せられる前にデイブは戦車でヘリコプターを撃墜して金を殺害し、ミサイル発射を食い止める。
二人は北朝鮮軍に偽装した米海軍特殊部隊に救出され、デイブは自分の経験を本に著す。そして北朝鮮はスークの助勢を受けて民主主義国家になる。

## キャスト
- デヴィッド・スカイラーク  - ジェームズ・フランコ
- アーロン・ラポポート - セス・ローゲン
- レイシー - リジー・キャプラン
- 金正恩（朝鮮労働党第一書記） - ランドール・パーク[5]
- スーク - ディアナ・バング
- マルコム - ティモシー・シモンズ（英語版）[5]
- ジェイク - アンダース・ホルム（英語版）
- ジョング将軍 - チャールズ・チャン（英語版）

カメオ出演
- エミネム - 本人
- ロブ・ロウ - 本人
- ビル・マー - 本人
- セス・マイヤーズ - 本人
- ジョセフ・ゴードン＝レヴィット - 本人
- エミネムの広報担当 - ベン・シュワルツ
- ガイ・フィエリ（英語版） - 本人

この他、劇中の番組「スカイラーク・トゥナイト」のオープニング映像でエマ・ストーン、ザック・エフロンなどがカメオ出演している。

## 公開を巡る問題
朝鮮労働党第一書記・金正恩を揶揄する内容であることから、朝鮮民主主義人民共和国（北朝鮮）祖国平和統一委員会公式ウェブサイト「わが民族同士」は、2014年11月28日、「完全なる現実の歪曲とおかしな想像でつくられた謀略映画の上映は、尊厳高いわが共和国に対する極悪な挑発行為であり、正義の人民に対する耐え難い冒瀆」と非難するとともに、製作者側に対し「われわれの断固たる懲罰を受ける必要がある」と警告した。
2014年12月25日の全米公開を皮切りに世界各国で公開される予定だったが、配給元であるソニー・ピクチャーズ エンタテインメント（SPE）に対して大規模なサイバー攻撃を行なったとされる集団が上映予定の劇場を脅迫したことから、SPEは同年12月17日にビデオ・オン・デマンドを含めた一切の公開を中止すると発表した。その後、同社のCEOであるマイケル・リントンは、公開に向けて新たな手段を探っていることを明らかにし、同年12月23日には米国内の一部の映画館で当初の予定通りに12月25日から上映されること、また翌24日には劇場公開に先行してネット配信されることになった。

## 興行収入
本作は2014年12月25日にアメリカの映画館331館で限定公開され、公開初日に100万ドル以上を稼ぎ出した。そして、公開初週に285万ドルを稼ぎ出した。
オンライン配信後の4日間で、1500万ドル以上を稼ぎ出している。ソニー・ピクチャーズ クラシックスがオンラインで配給した映画として、『キング・オブ・マンハッタン 危険な賭け』（1400万ドル、2012年）を抜いて最大のヒット作となった。
新唐人電視台によれば北朝鮮内で本作品の海賊版が50$で販売されているとのことである。

## その他
2014年12月、ソニーによる公開中止（後に撤回）の声明を受けて、アメリカのポルノ映画製作会社ハスラー・ビデオが本作のパロディとなるポルノ映画を制作すると発表した。そのタイトルは『This Ain't The Interview XXX』となる予定である。北朝鮮の指導者をCIAに雇われた2人の市民が暗殺しようとするという内容は変更しない。ハスラーの創業者ラリー・フリントは「もし、金正恩と彼の腹心の部下たちがかなり怒っているなら、ソニーはわれわれの製作するポルノ映画を金正恩らが見るのを待てばよい。私は生涯を通してアメリカ合衆国憲法の修正第1条（言論の自由などを規定）と戦ってきた。外国の独裁者が私の言論の自由を奪い去ることはできない」と述べている。2015年の1月から3月の間に、パロディ・ポルノ映画の製作が始まる予定である。
本作は第35回ゴールデンラズベリー賞の12部門でノミネート候補リストに載っていた。2015年1月13日に正式なノミネート者が発表されたが、本作はノミネートされなかった。このことには、賞を授与するゴールデンラズベリー賞財団の「何でもハッキングできると思うなよ！」というメッセージが込められている。